# Камишин
Камѝшин (на руски: Камы́шин) е град в Русия, Волгоградска област, административен център на Камишински район.

## География
Разположен е в североизточната част на областта край устието на река Камишинка (Камышинка), вливаща се във Волга. Населението на града е 117 983 души през 2012 година.
Има гара на Приволжката железопътна линия, крайна спирка на линията Тамбов – Камишин.

## История
На мястото на Камишин е имало селище на Златната орда.
Счита се, че селището е основано през 1668 година, когато там е издигната крепост за охрана на волжкия търговски път. През 1692 година цар Петър I изпраща в устието на Камишинка полк стрелци и свободни селяни, а през 1693 г. – княз Б. И. Куракин да основе град на левия бряг на Камишинка.
Нарича се Дмитриевск от 1697 до 1780 г., когато придобива статут на град и е преименуван на Камишин.

## Известни личности
Родени в Камишин
- Алексей (Алекси) Апушкин – македоно-одрински опълченец, 20-годишен, техник, средно образование, 2 и 3 роти на 10 прилепска дружина, носител на орден „За храброст“ IV степен[2]
- Алексей Маресиев – офицер, прототип на летеца Алексей Мересиев, описан в „Повест за истинския човек“ на Борис Полевой
- Владимир Фере (1902 – 1971) – композитор